# Samolubie (stacja kolejowa)
Samolubie – zlikwidowana stacja kolejowa w Samolubiu, w gminie Kiwity, w powiecie lidzbarskim w województwie warmińsko-mazurskim, w Polsce. Położona na linii kolejowej z Lidzbarka Warmińskiego do Szwarun. Linia ta została ukończona w 1916 roku Linia ta została rozebrana w 1994 roku.